# Невольский, Конрад
Конрад Невольский (пол. Konrad Niewolski; род. 1972, Варшава) — польский кинорежиссёр и сценарист.

## Биография
В 1990—1991 изучал физику в Варшавском Университете. Потом учился в Высшей Школе Бизнеса и Администрирования, где в 1995 году защитил диплом в сфере международных отношений. Занимается экстремальными видами спорта. С 2000 года — международный судья в соревнованиях по сноуборду, с 2001 года — инструктор по сноуборду Польской Лыжной Ассоциации (PSA).
Режиссёрский дебют Невольского — фильм «D.I.L.» о торговле наркотиками — получил хорошую оценку критиков на Фестивале Польского Кино в Гдыни. Этот фильм также получил главный приз первого Фестиваля Независимого Кино, проводимого вторым каналом польского телевидения. Его следующий фильм — «Симметрия» — получил премию кинокритиков Польского Кинофестиваля (2003) и номинировался на «Хрустальный Глобус» на Международном Кинофестивале в Карловых Варах (2004).

## Фильмография
- 2006 — Palimpsest
- 2003 — Симметрия (Symetria)
- 2002 — D.I.L.